# 利托韋日
50°39′5″N 24°11′17″E / 50.65139°N 24.18806°E
利托韋日（烏克蘭語：Литовеж），是烏克蘭的村落，位於該國西部沃倫州，由沃洛德米爾區負責管轄，始建於十五世紀，面積4.27平方公里，海拔高度187米，2001年人口1,507，人口密度每平方公里353.2人。